# General Bernardino Caballero

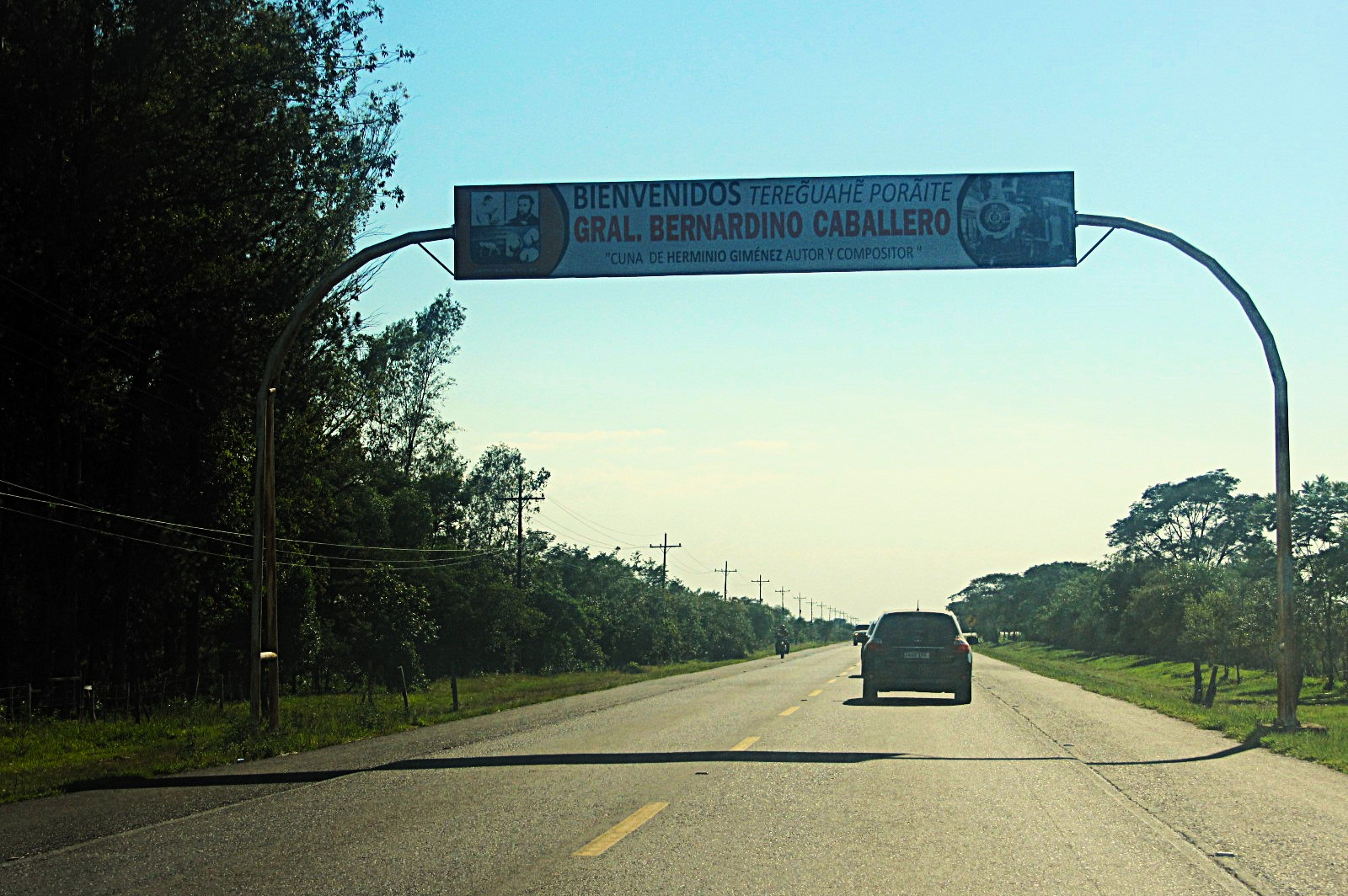
Acceso a General Bernardino Caballero desde el ramal Paraguarí -Villarrica de la Ruta PY01.

General Bernardino Caballero es uno de los distritos del noveno Departamento de Paraguarí, Paraguay, y se encuentra aproximadamente a 101 km de la ciudad de Asunción, capital de la República del Paraguay, y a unos 30 km de la ciudad de Paraguarí, capital del departamento.
Fue Independizada el 30 de agosto de 1901 del municipio de Ybytymí por decreto ley número 299 por inmigrante italianos bajo la presidencia de Benjamín Aceval. En el lugar se encuentra la estación de ferrocarril de Gral. Bernardino Caballero

## Geografía
El distrito de General Bernardino Caballero tiene 162 km² de extensión territorial y se encuentra situado en el extremo noreste del noveno departamento de Paraguarí, en ella la topografía es accidentada, comprende cerros que pertenecen a la cordillera de los Altos o desprendimientos de la misma. Limita al norte con el Departamento de Cordillera, al sur con Acahay, al este con Ybytymí y La Colmena, al oeste con Sapucai. 

## Hidrografía
El distrito de General Bernardino Caballero, se encuentra regada por las aguas de los siguientes arroyos: Costa Puku,Paso Pypucú, Pirajuvy, Caañabe y Paso Lezcano.  

## Economía
Su población se dedica a la agricultura y a la ganadería de subsistencia, en cuanto a la producción ganadera cuentan con la cría de ganado vacuno, ovino y equino. 
La actividad agrícola está orientada principalmente a la producción para el consumo además del cultivo de caña dulce, igualmente posee cultivo de uvas, algodón, mandioca. En sus campos existen una variedad de aves. En la zona del distrito se cuenta con cultivo forestal.

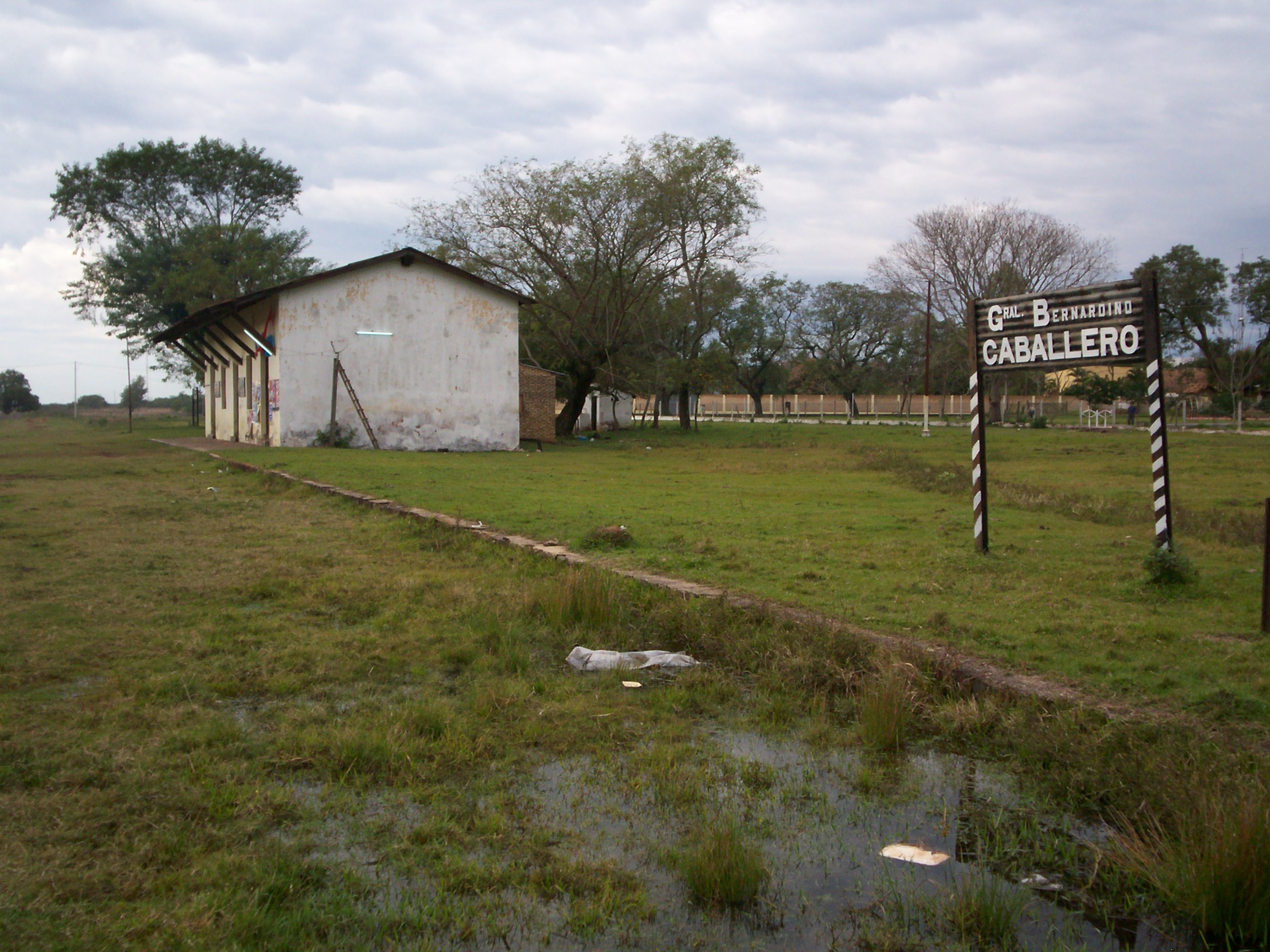
Estación ferroviaria del General Bernardino Caballero, del extinto ferrocarril Carlos Antonio López.

## Acceso
Una importante arteria totalmente pavimentada es el tramo que une la capital departamental, Paraguarí, con Villarrica, capital del vecino departamento de Guairá, pasando por los distrito de Escobar, Sapucái, General Bernardino Caballero, Ybytimí y Tebicuary. 
Cuenta con los servicios telefónicos de Copaco y los de telefonía móvil, además cuenta con varios medios de comunicación y los periódicos capitalinos llegan a todos los lugares del distrito.
Para llegar a la localidad tomando como punto de partida la ciudad de Asunción, se debe tomar la Ruta PY01 hasta llegar a la ciudad de Paraguarí, distante a 66 km de la capital del país. Partiendo desde Paraguarí se llega a Gral. Bernardino Caballero, por un ramal que parte de la mencionada ruta por la Ruta PY02 hasta llegar a la ciudad de Itacurubí de la Cordillera. Se llega por un ramal totalmente asfaltado que parte de la ruta 2 pasando por la ciudad de Valenzuela en trayecto aproximado de 20 km hasta llegar a la ciudad de General Caballero.